# Costante di Loschmidt
La costante di Loschmidt o il numero di Loschmidt (simbolo: n0) è il numero di particelle (atomi o molecole) di un gas ideale in un dato volume (la densità di numero) e di solito citato a temperatura e pressione standard. Il valore CODATA consigliato nel 2014 è 2,6867811(15)×1025 per metro cubo a 0 °C e 1 atm. Prende il nome dal fisico austriaco Johann Josef Loschmidt, che fu il primo a stimare la dimensione fisica delle molecole nel 1865. Il termine "costante di Loschmidt" è talvolta usato anche per riferirsi alla costante di Avogadro, in particolare nei testi tedeschi.
La costante di Loschmidt è data dalla relazione:
{\displaystyle n_{0}={\frac {p_{0}}{k_{\rm {B}}T_{0}}}}
dove p0 è la pressione, kB è la costante di Boltzmann e T0 è la temperatura assoluta. Esso è legato alla costante di Avogadro, NA, da:
{\displaystyle n_{0}={\frac {p_{0}N_{\rm {A}}}{RT_{0}}}}
dove R è la costante dei gas.
Essendo una misura della densità di numero, la costante di Loschmidt viene utilizzata per definire l'amagat, un'unità pratica di densità numerica per gas e altre sostanze:
1 amagat = n0 = 2,6867811×1025 m-3 ,
tale che la costante di Loschmidt sia esattamente 1 amagat.

## Determinazioni moderne
Nella serie CODATA di valori raccomandati per le costanti fisiche, la costante di Loschmidt viene calcolata dalla costante dei gas e dalla costante di Avogadro:
{\displaystyle n_{0}={\frac {N_{\rm {A}}}{R}}{\frac {p_{0}}{T_{0}}}={\frac {A_{\rm {r}}({\rm {e}})M_{\rm {u}}c\alpha ^{2}}{2R_{\infty }hR}}{\frac {p_{0}}{T_{0}}}}
dove Ar(e) è la massa atomica relativa dell'elettrone, Mu è la costante di massa molare, c è la velocità della luce, α è la costante di struttura fine, R∞ è la costante di Rydberg e h è la costante di Planck. La pressione e la temperatura possono essere scelte liberamente e devono essere quotate con i valori della costante di Loschmidt. La precisione alla quale è attualmente nota la costante di Loschmidt è del tutto limitata dall'incertezza nel valore della costante dei gas.

## Prime determinazioni
Loschmidt in realtà non ha calcolato un valore per la costante che ora porta il suo nome, ma si tratta di una manipolazione semplice e logica dei risultati pubblicati. James Clerk Maxwell ha descritto l'articolo in questi termini in una conferenza pubblica otto anni dopo:
Per derivare questa "notevole proporzione", Loschmidt è partito dalla definizione di Maxwell del cammino libero medio :
{\displaystyle \ell ={\frac {3}{4n_{0}\pi d^{2}}}}
dove n0 ha lo stesso senso come la costante Loschmidt, che è il numero di molecole per unità di volume, e d è il diametro effettivo delle molecole (considerate essere sferiche). Questo diventa
{\displaystyle {\frac {1}{n_{0}}}={\frac {16}{3}}{\frac {\pi \ell d^{2}}{4}}}
dove 1 / n0 è il volume occupato da ciascuna molecola in fase gassosa e πℓd2/4 è il volume del cilindro composto dalla molecola nella sua traiettoria tra due collisioni. Tuttavia, il volume reale di ogni molecola è dato da πd3/6 e quindi n0πd3/6 è il volume occupato da tutte le molecole senza contare lo spazio vuoto tra di esse. Loschmidt ha equiparato questo volume al volume del gas liquefatto. Dividendo entrambi i lati dell'equazione per n0πd3/6 ha l'effetto di introdurre un fattore Vliquido / Vgas, che Loschmidt ha chiamato "coefficiente di condensazione" e che è sperimentalmente misurabile. L'equazione si riduce a:
{\displaystyle d=8{\frac {V_{\rm {l}}}{V_{\rm {g}}}}\ell }
e questa permette di collegare il diametro di una molecola di gas a fenomeni misurabili.
La densità di numero, la costante che ora porta il nome di Loschmidt, può essere trovata semplicemente sostituendo il diametro della molecola nella definizione del percorso libero medio e sistemando:
{\displaystyle n_{0}=\left({\frac {V_{\rm {g}}}{V_{\rm {l}}}}\right)^{2}{\frac {3}{256\pi \ell ^{3}}}}
Invece di fare questo passo, Loschmidt ha deciso di stimare il diametro medio delle molecole nell'aria. Non si trattava di un'impresa da poco, poiché il coefficiente di condensazione era sconosciuto e doveva essere stimato: sarebbero passati altri dodici anni prima che Pictet e Cailletet liquefacessero l'azoto per la prima volta. Anche il percorso libero medio era incerto. Tuttavia, Loschmidt è arrivato a un diametro di circa un nanometro, dell'ordine di grandezza corretto.
I dati stimati di Loschmidt per l'aria danno un valore di n0= 1,81×1024 m-3. Otto anni dopo, Maxwell citò una cifra di "circa 19 milioni di milioni di milioni" per cm3, ovvero 1,9×1025 m-3 .